# Tomares catalonica
Tomares catalonica är en fjärilsart som beskrevs av De Sagarra 1932. Tomares catalonica ingår i släktet Tomares och familjen juvelvingar. Inga underarter finns listade i Catalogue of Life.